# Albertisia puberula
Albertisia puberula är en tvåhjärtbladig växtart som beskrevs av L.L. Forman. Albertisia puberula ingår i släktet Albertisia och familjen Menispermaceae. Inga underarter finns listade i Catalogue of Life.